# Cesarino Fava
Cesarino Fava (Malé, 12 giugno 1920 – Malé, 22 aprile 2008) è stato un alpinista e scrittore italiano.

## Biografia
Nacque nel 1920 a Malé, in Val di Sole, secondo di dieci figli.
A diciotto anni lavorò al passo del Brennero per una compagnia di trasporti e nel 1940, con l'inizio della seconda guerra mondiale, fu chiamato a prestare il servizio militare in Valle d'Aosta.
Rientrato dopo cinque anni dal servizio militare decise, costretto dalla crisi, di imbarcarsi come macchinista su una nave da trasporto e raggiunse Buenos Aires: da qui iniziò la sua lunga permanenza in Argentina. A Buenos Aires cambiò vari lavori (lavapiatti, gestore di un chiosco di bibite, allevatore di polli). Affascinato dalla Patagonia, frequentò gli appassionati di montagna, fondò il primo club alpino argentino e iniziò una lunga serie di imprese alpinistiche, una su tutte la scalata del Cerro Torre (1959) insieme a Cesare Maestri e Toni Egger, vicenda ancora oggi molto discussa.
Nel 1953, a causa del congelamento subito durante la salita dell'Aconcagua, subì l'amputazione di tutte le dita di entrambi i piedi: da quel momento fu costretto ad indossare delle calzature rialzate e corte, tanto da essere soprannominato patacorta (zampacorta). Nonostante l'invalidità, Cesarino continuò ad arrampicare fino ad età avanzata: nel 2001, ad 81 anni, partecipò all'apertura di una nuova via (chiamata poi via Patacorta) sulla parete sud della Cima d'Ambiez.

Visse i suoi ultimi anni in Italia, a Malé, dove morì all'età di 87 anni.

## Attività alpinistica
Cesarino partecipò ad una serie di imprese che lo portarono a lasciare il segno nel mondo dell'alpinismo internazionale; tra le più importanti, si possono elencare:
- 1952 - Prima salita dell'Aconcagua
- 1953 - Seconda salita dell'Aconcagua
- 1959 - Scalata del Cerro Torre con Cesare Maestri e Toni Egger
- 1970 - Ritorno al Cerro Torre con Maestri
- 1978 - Salita al Fitz Roy
- 1999 - Scalata del Campanile Basso
- 2001 - Apertura della "Via Patacorta" sulla parete sud della Cima d'Ambiez[4]

## Attività letteraria
- Diario - Bollettino SAT marzo-aprile 1959
- Patagonia. Terra di sogni infranti - (a cura di Vescovi Tenderini), CDA & VIVALDA, 1999